# Anti-Monitor
L'Anti-Monitor è un personaggio immaginario dei fumetti DC Comics. Antagonista principale della miniserie del 1985 Crisi sulle Terre infinite, comparve per la prima volta nel n. 2 (anche se rimase nell'ombra fino a Crisi sulle Terre infinite n. 5) e fu distrutto in Crisi sulle Terre infinite n. 12, per ritornare dopo una lunga assenza, in Green Lantern: Sinestro Corps Special n. 1 (2007). Nel 2009 l'Anti-Monitor fu inserito al 49º posto nella lista dei più grandi criminali dei fumetti di tutti i tempi della IGN.

## Biografia del personaggio

### Origini
L'Anti-Monitor non è solo un vecchio nemico del Corpo delle Lanterne Verdi, ma un nemico dell'intero multiverso. Miliardi di anni fa, sul pianeta Maltus, esisteva una razza di esseri immortali dalla pelle blu. Uno di questi esseri, Krona, era uno scienziato ossessionato dalle origini dell'universo, anche se esisteva il riserbo più assoluto tra gli antichi Oani a proposito di questo argomento.
Krona creò una macchina che gli avrebbe permesso di vedere il momento esatto della creazione. Chissà come, il suo esperimento disturbò il processo della creazione dell'universo, con conseguenze terribili. Le esatte conseguenze furono riscritte numerose volte nel corso degli anni: originariamente, rilasciò il male nell'universo, successivamente, si pensò che fosse la creazione dell'universo malvagio anti-materiale di Qward.
Durante la Crisi sulle Terre Infinite, si rivelò essere anche la causa dell'esistenza di tutti gli universi paralleli del multiverso; numerosi criminali furono mandati indietro nel tempo per fermarlo, ma furono tutti sconfitti sia da Krona che dagli altri Oani. Nella revisione finale, si stabilì che incrementò l'entropia nell'universo, abbreviando la sua esistenza di un miliardo di anni (vedi Morte termica dell'universo). In ogni evento, furono creati due esseri sia sulla luna di Oa che sulla luna di Qward. Sulla luna di Oa, l'essere noto come Monitor fu istantaneamente messo al corrente della sua controparte, l'Anti-Monitor (anche se questo nome fu utilizzato per distinguerlo dalla sua controparte eroica positiva dell'universo materiale). All'epoca, l'Anti-Monitor aveva già conquistato Qward, così come tutto il resto dell'universo di anti-materia. In cerca di altri posti da conquistare, anche lui venne a conoscenza della sua controparte. Questi due esseri si combatterono per miliardi di anni, rilasciando grandi poteri l'uno contro l'altro, ma senza prevalere. Alla fine del loro punto di stallo, si resero inermi l'un l'altro per 9 miliardi di anni con un attacco simultaneo.
In Crisi finale, si scoprì che, all'inizio della nascita del multiverso originale, un insondabile essere di immaginazione illimitata, il Monitor Originale, si rese conto della vita che cominciò a comparire nel multiverso in erba che occupava il vuoto nello spazio in cui risiedevano, e per cui lui provava compassione. Curioso, volendo interagire, e conoscendo poco delle forme di vita inferiori nate nel multiverso, forgiò una specie di sonda, un Monitor più piccolo. Impreparato verso la complessità della vita e del passare del tempo, il Monitor-sonda venendo a contatto con lo stesso multiverso, fu istantaneamente diviso in due esseri simmetrici ed opposti: Monitor, personificazione della materia positiva e della bontà, e l'Anti-Monitor, personificazione dell'anti-materia e della malvagità.
L'Anti-Monitor, che era mostruoso, era molto diverso nell'aspetto da Monitor, che invece aveva un aspetto quasi umano. L'Anti-Monitor era vuoto, con occhi vuoti, ed un'enorme bocca rugosa, spesso confusa con una massa di denti. Quando la sua armatura venne distrutta da Supergirl, la sua forma comparve non molto diversa da quella di Monitor, però instabile, e circondata da un'aura scintillante di energia irradiante - la sua forza vitale, che zampillava fuori come acqua da un vascello fallato, cosa che spiegò la necessità di un'armatura. Lo stesso Anti-Monitor si riferì alla sua armatura definendola il suo "Guscio Vitale". Quando i Manhunters ricostruirono la sua armatura, si scoprì che il suo corpo non era più di una massa d'energia sgretolante.

### Crisi sulle Terre infinite
In tempi più moderni, l'essere noto come Pariah eseguì un esperimento simile a quello che Krona tentò di fare tempo fa su una Terra parallela. Questo esperimento risvegliò sia Monitor che l'Anti-Monitor, e la causò la distruzione della Terra e dell'universo di Pariah. L'Anti-Monitor ricostruì la sua armata, reimpadronendosi di Qward ed utilizzando i Thunderers come sua armata privata, così come creò i Shadow Demons dall'élite dei Thunderers.
Quindi, l'Anti-Monitor rilasciò un'onda massiccia di anti-materia, assorbendo le energie degli universi positivi e diventando sempre più forte, mentre la sua controparte diventava sempre più debole. L'Anti-Monitor portò dalla sua parte anche il secondo Psico-Pirata, utilizzando il suo potere di controllo sulle emozioni per terrorizzare i popoli dei pianeti che cercò di conquistare e distruggere. Monitor, insieme alla sua aiutante, Harbinger, radunò un gruppo di eroi e criminali da vari universi alternativi al fine di combattere la minaccia dell'Anti-Monitor.
Dopo aver sconfitto numerosi eroi, inclusi i sacrifici di Flash (Barry Allen) e Supergirl per la distruzione del cannone di anti-materia, e per salvare Superman, l'Anti-Monitor assorbì l'interezza dell'universo anti-materiale e viaggiò all'inizio del tempo, intendendo fermare la formazione del multiverso di materia positiva e creare, quindi, un multiverso dove sarebbe prevalsa l'anti-materia. Quando gli eroi lo inseguirono lì, cominciò ad assorbire i loro poteri.
Tuttavia, le azioni dello Spettro, potenziato dalla fonte delle Terre sopravvissute, portò l'Anti-Monitor ad un punto di fermo. I criminali delle suddette Terre, inviati a fermare Krona dall'assistere all'inizio dell'universo, fallirono a causa del continuo litigare, permettendo a Krona di vedere le mani dell'Anti-Monitor e dello Spettro combattere per il dominio che distrusse l'universo corrente.
Dalle ceneri, sorse un nuovo singolo universo. Mentre varie persone si adeguavano alla nuova Terra singola (inclusi coloro i cui mondi e storie furono distrutte dalla perdita del multiverso), l'Anti-Monitor, infuriato, portò questa nuova Terra nell'universo anti-materiale, con l'intenzione di distruggere quest'ultimo bastione di materia positiva una volta per tutte. Ne seguì la Guerra dei Shadow Demons, dove molti eroi e criminali persero le loro vite contro le forze dell'Anti-Monitor. Finalmente, gli sforzi combinati di vari supereroi e criminali, (Dottor Light, l'eroico Alexander Luthor Jr. di Terra 3, Darkseid, Superboy di Terra 3 e Kal-L, il Superman di Terra-Due), distrussero l'Anti-Monitor gettandolo in una stella. La stella diventò una super nova e fece eruttare l'onda di anti-materia, minacciando di distruggere l'intero universo materiale. Kal-L e Superboy-Prime erano disposti a rassegnarsi al proprio destino, quando Alexander Luthor, utilizzando il suo potere di aprire le dimensioni, rivelò di aver creato una "dimensione paradiso", e la utilizzò per prevenire l'estinzione di Lois Lane Kent di Terra 2 quando fu creato l'universo post-Crisi, in quanto previde cosa sarebbe potuto accadere e rifiutò di permettere a Superman di avere a che fare con una perdita simile. Utilizzando il suo stesso corpo come portale, Alexander Luthor Jr., Kal-L e Superboy-Prime andarono nella "dimensione paradiso" insieme a Lois.
Tra gli esseri che morirono a causa dell'onda di anti-materia vi furono il Sindacato del Crimine d'America, Kid Psycho, Nighthawk, i Perdenti, Flower della Easy Company, Starman, Immortal Man, Dove, Kole, Clayface, Bug-Eye Bandit, Angle Man, Principe Ra-Man, Sunburst, Lori Lemaris, il Freccia Verde di Terra-Due, la Cacciatrice, Robin, e Alexander Luthor Sr. di Terra 3, solo per citarne alcuni. Altre fatalità della Crisi inclusero Aquagirl (nel misto di agenti chimici di Chemo negli oceani di Terra-4), Tomar-Re (per mano di Goldface sulla luna di Qward), Xax (combattendo sulla luna di Qward con Tomar-Re), Maaldor, Mirror Master e Icicle (per colpa di un dispositivo che Krona piazzò sul suo apparecchio per vedere l'inizio dell'universo) e Ninbus degli Omega Men (per mano della dea X'Hal nel sistema Vega).

### Crisi Infinita
Si scoprì che Superman (e Lois Lane) di Terra 2, Superboy di Terra Prime ed Alexander Luthor Jr. di Terra 3, dalle loro case nell'universo in miniatura nascosto, osservavano gli eventi del nuovo universo, così come anche le azioni degli eroi. Osservando gli eventi che portarono alla Crisi Infinita, gli eroi ritornarono nell'universo nel tentativo di ricostituire l'esistenza di Terra-2, a spese di Terra-1.
I resti dell'Anti-Monitor furono utilizzati come parte di un diapason, simili a quelli utilizzati nella prima Crisi. Questo artefatto quindi creò la frequenza vibrazionaria che la Terra-2 aveva nella sua non-esistenza precedente, cosa che permise la sua ricostruzione senza che la Terra-1 ne soffrisse, salvo il movimento di personaggi che originari della Terra-2 vi fecero ritorno. Alexander Luthor, quindi, ricreò molte altre Terre con il suo diapason, con i rispettivi eroi costretti a rifarne parte. Superboy-Prime (seguito a ruota da Bart Allen) ritornò dalla Forza della velocità indossando quelli che sembravano essere elementi selezionati dell'armatura dell'Anti-Monitor, utilizzandoli come pannelli solari auto-alimentati. Come ottenne un simile vestiario è ancora un'incognita, anche se si può presumere che se lo creò da solo quando si ritrovò imprigionato nella Forza della Velocità e che tentò di rimettere insieme l'armatura dell'Anti-Monitor, anche se non fu chiaro se era una coincidenza o un'intenzione. Infine, la torre fu distrutta quando Kon-El, il Superboy moderno, e Superboy-Prime vi si schiantarono mentre combattevano; Kon-El morì tra le braccia di Wonder Girl, mentre Superboy-Prime fuggì.

### Impatto post-Crisi
Nonostante la sua limitata esposizione, l'Anti-Monitor fu il responsabile di uno dei più grandi cambiamenti della storia della DC Comics, dell'Universo DC, e di tutti gli universi paralleli. L'universo anti-materiale esisteva ancora, ora con Qward (controparte di Oa) e una Terra alternativa popolata delle versioni anti-materiali degli eroi e dei criminali di materia positiva nota come Terra-2.
Forse l'impatto più notevole dell'Anti-Monitor avvenne nell'universo post-Crisi, con l'eliminazione degli aspetti del multiverso dell'Universo DC. In precedenza esisteva un numero infinito di Terre, ognuna con una singola storia a cui si poteva accedere attraverso numerosi mezzi, di cui il più comune era la sintonizzazione via vibrazione. Post-Crisi, con il riavvio dell'universo grazie alle macchinazioni dell'Anti-Monitor, sembrò imminente un universo DC più semplice e snello, con personaggi acquisiti dalla Charlton Comics, dalla Fawcett Comics e dalla Quality Comics, tutti incorporati nel nuovo Universo DC.

### Brave New World
Alla fine dello special del 2006 Brave New World si scoprì che c'erano 5 figure che si facevano chiamare "Monitor" che osservavano la nuova Terra post-Crisi Infinita. Quattro di loro somigliavano al Monitor originale di Crisi sulle Terre Infinite e la quinta somigliava all'Anti-Monitor. Nelle pagine di Countdown, si scoprì l'esistenza di 52 Monitor, e ognuno di loro rappresentava una delle nuove 52 realtà parallele del multiverso, e ognuno con un aspetto leggermente diverso dagli altri. Un Monitor si vide in Supergirl, mentre richiamava Dark Angel, uno dei suoi agenti. Questo Monitor era vestito come l'Anti-Monitor, ma sembrò non avere alcuna connessione con questi.

### Sinestro Corps
Si scoprì che l'Anti-Monitor rinacque dopo la ricreazione del multiverso e che stava alimentando le ideologie di Sinestro fin dal ritorno di Hal Jordan, agendo da "Guardiano della Paura" del Sinestro Corps.
Il suo corpo fu completamente ricostruito dai Manhunters, e in aggiunta, reclutò anche Superboy-Prime, Cyborg Superman, Parallax che stava utilizzando Kyle Rayner come ospite, e naturalmente Sinestro, come suoi "araldi".
Durante la guerra tra i Sinestro Corps e il Corpo delle Lanterne Verdi, l'Anti-Monitor contattò il Cyborg Superman per informarsi a proposito del nuovo Pianeta della Guerra. Il tiranno cosmico affermò che avrebbe abbandonato Qward molto presto e che avrebbe ucciso Henshaw per i suoi servigi, permettendogli di avere quella pace che la sua parte cibernetica non gli permetteva di ottenere.
Quando le Lanterne Perdute si fecero strada nell'universo anti-materiale per salvare Hal Jordan e il potere di Ion, inavvertitamente si imbatterono proprio in Anti-Monitor in una stanza in un seminterrato della sua fortezza su Qward. Sembrava che stesse conducendo alcuni esperimenti o torturando l'entità di Ion, che precedentemente abitò il corpo di Kyle Rayner. Eliminò subito Ke'Haan prima che le altre Lanterne potessero reagire, ma infine queste riuscirono a liberare Ion e a riportarlo nell'universo materiale. L'Anti-Monitor inseguì le Lanterne finché non si imbatté in Hal Jordan, Guy Gardner, John Stewart e altre Lanterne che sapevano del suo ritorno. Con questa preziosa informazione, lasciarono Qward.
Poco dopo, il Sinestro Corps lanciò il suo attacco alla Terra. L'Anti-Monitor viaggiò fino al pianeta a bordo del nuovo Pianeta della Guerra, e atterrò subito dopo, insieme a Sinestro. Fu attaccato da Sodam Yat e altri membri del Corpo delle Lanterne Verdi, ma il tirano subito uccise due Lanterne e ferì gravemente la Lanterna Daxamita.
L'Anti-Monitor cominciò a travasare l'energia positiva di New York per creare le sue tradizionali onde d'anti-materia. Tuttavia, fu attaccato dai Guardiani dell'Universo, furiosi di essere stati impotenti durante la prima guerra. L'Anti-Monitor riuscì ad evitare il potente attacco, e sfigurò permanentemente il volto di Scar. John Stewart e Guy Gardner portarono giù il nuovo Pianeta della Guerra, che, insieme alla Batteria Gialla del Potere Centrale, furono fatte detonare vicino all'Anti-Monitor, mentre coloro che si trovavano nelle vicinanze furono protetti da uno scudo eretto da centinaia di Lanterne Verdi; anche questo colpo non lo uccise; Superboy-Prime, vedendo l'opportunità di sconfiggere l'adesso debole Anti-Monitor, e quindi perseguire il suo piano, cosa che intendeva fare fin dall'inizio, terminò il conflitto volando verso l'Anti-Monitor e, attraversandogli il petto, gettò il suo cadavere nello spazio. Il corpo striminzito e luccicante dell'Anti-Monitor si schiantò su un pianeta sconosciuto. Fu riconosciuto da una voce oscura che gli comandò di risorgere. Troppo debole per resistere o fuggire, una Batteria Nera del Potere gli si formò intorno. In Green Lantern n. 43, si scoprì che il pianeta in questione era Ryot del settore 666, casa di Atrocitus - l'ultimo dei Five Inversions e fondatore del Corpo delle Lanterne Rosse.
Eventi recenti correlati alle storie presenti sia in Green Lantern che in Crisi Finale, fecero dei chiari riferimenti al fatto che l'attacco dell'Anti-Monitor al Guardiano femmina nota come Scar espose questa al potere dietro la notte più profonda. Fu, infatti, impegnata nelle macchinazioni dell'evento in presenza degli stessi Guardiani, che naturalmente non sospettavano di lei. Così, tali macchinazioni la costrinsero ad assegnare le Lanterne Ash e Saarek alla ricerca dei resti dell'armatura dell'Anti-Monitor, ma invece le fece uccidere da un gruppo di Sinestro Corps, che lei stessa aveva informato tramite il trasferimento di un prigioniero che poi evase.

### La notte più profonda
Le Lanterne Ash e Saarek trovarono la Batteria Nera del Potere Centrale e dopo averla toccata, Saarek riportò che la loro presenza aveva risvegliato qualcosa. I due tentarono di fuggire appena prima che due mostruose mani emersero da sotto di loro al suono della batteria che disse: "carne". Entrambi furono uccisi.
Il Guardiano Scar rivelò che anche lei era morta tempo fa, dopo l'attacco dell'Anti-Monitor e funzionando come non-morta, divenne la Guardiana del Corpo delle Lanterne Nere, e, attraverso la sua morte, venne a contatto con il demone Nekron, che fu colui che imprigionò l'Anti-Monitor nella Batteria Nera del Potere Centrale come fonte di potere. Nonostante possedesse l'essenza dell'Anti-Monitor, non è chiaro del perché Nekron avrebbe dovuto inviare Scar a ritrovare i resti della sua armatura.
Quando la Batteria Nera fu portata sulla Terra, l'Anti-Monitor vi si muoveva all'interno, domandando di essere liberato. Cominciò ad assorbire le energie bianche di Dove al fine di trovare una via d'uscita. L'Anti-Monitor si rivelò essere una Lanterna Nera anche lui, ma sembrò essere indipendente da Nekron e dal suo controllo. Non appena il criminale stava per uscire dalla Batteria, fu attaccato da un colpo combinato dei Corpi delle Lanterne, che cercarono di distruggerlo, derubando così le Lanterne Nere della loro fonte di potere. Combinando le loro energie, ed utilizzando Dove come proiettile umano, riuscirono ad indebolire l'Anti-Monitor, che fu respinto nella Batteria Nera.
Alla fine, l'Anti-Monitor fu tra i pochi che furono riportati in vita. Riuscì a liberarsi dalla Batteria Nera, e combatté senza sosta contro Nekron per inserirvelo al suo posto. Nonostante i suoi sforzi, Nekron affermò semplicemente che l'Anti-Monitor non gli serviva più, e lo bandì nell'universo anti-materiale.

### Brightest Day
L'Anti-Monitor si trova correntemente su Qward, dove fu affrontato dalla Lanterna Bianca Boston Brand.

### New 52
L'Anti-Monitor ricompare nel nuovo Universo DC al termine di Forever Evil: si scopre che ha assorbito tutte le anime di Terra-3 per creare un esercito di shadow demons, e che adesso vuole raggiungere Terra-Prime per conquistarla.

## Poteri e abilità
Anti-Monitor è uno dei nemici più formidabili mai affrontati dagli eroi dell'Universo DC. È direttamente responsabile di più morti di qualsiasi altro supercriminale DC conosciuto, avendo distrutto migliaia di universi, se non una vera e propria infinità di essi. Era abbastanza potente da uccidere Supergirl quando si distraeva. Ha consumato migliaia di universi di materia positiva per aumentare il suo potere ed è stato in grado di combattere personalmente decine di eroi più forti del multiverso contemporaneamente. Durante la Notte più Nera, l'Anti-Monitor fu rianimato come Lanterna Nera. Tuttavia, Nekron non è stato in grado di controllarlo completamente e quindi è stato solo in grado di sottomettere l'Anti-Monitor per utilizzarlo come fonte di energia per la Batteria Centrale del Corpo delle Lanterne Nere, più o meno allo stesso modo in cui l'entità Ion è la fonte di energia per il Corpo delle Lanterne Nere. La batteria delle Lanterne Verdi.
L'Anti-Monitor fu anche responsabile della morte di Barry Allen, l'eroe meglio conosciuto come Flash. Dopo aver catturato Barry perché la sua capacità di attraversare il multiverso senza aiuto lo rendeva una variabile pericolosa, l'Anti-Monitor creò un cannone antimateria che avrebbe distrutto le cinque Terre rimanenti con un raggio concentrato molto più velocemente dell'onda di entropia che aveva originariamente. scatenato. Il cannone è stato distrutto da Flash quando è scappato e ha forzato le energie della fonte di energia dell'arma in se stesso, facendola esplodere e Barry disintegrandosi.
Oltre a possedere dimensioni enormi (che variano da circa nove piedi a centinaia di metri di altezza), forza enormemente sovrumana, straordinaria durata (alla fine della serie Crisis era in grado di resistere senza sforzo ai colpi di Superman e persino di sopravvivere a una stella blu che diventava una supernova), l'abilità di proiettare dardi distruttivi di energia e di aumentare notevolmente i poteri di un altro essere (come fece con Psico-Pirata , i cui poteri furono aumentati a livelli troppo grandi per lui da gestire), l'Anti-Monitor possedeva anche abilità di distorsione della realtà. , che ha mostrato rimuovendo la faccia di Psico-Pirata. L'Anti-Monitor comandava anche un esercito di Qwardiani e demoni ombra e aveva accesso a una tecnologia altamente avanzata in grado di spostare, fondere o distruggere interi universi.
Di gran lunga, il suo potere più devastante era la capacità di assorbire dentro di sé le energie dell'ambiente circostante; una volta fuso con il suo universo di antimateria, arrivò addirittura ad assorbire le energie di interi universi. Oltre a divorare le energie di un numero incalcolabile di universi, assorbì anche l'energia di "oltre un milione di mondi" nel suo universo antimateria per ottenere il potere di viaggiare fino all'inizio del tempo per tentare di fermare la creazione dell'universo. universo della materia positiva. Quando gli eroi della Terra lo seguirono fino all'inizio dei tempi, assorbì tutto il loro potere ed energia; questo lo rese abbastanza forte da alterare la creazione dell'universo finché non fu contrastato dallo Spettro. Durante la sua battaglia finale in Crisi sulle Terre infinite n. 12, l'Anti-Monitor mantenne il suo potere "nutrendosi" di una stella vicina; e quando il suo potere fu prosciugato e fu ridotto in uno stato di pre-morte, assorbì i suoi demoni antimateria per ringiovanire se stesso.
L'Anti-Monitor non è immortale, ma potrebbe essere in definitiva indistruttibile fintanto che esiste l'universo dell'antimateria; essendo stato distrutto con uno sforzo immenso alla fine della Crisi, fu ricreato dal suo universo, così come si era formato originariamente. È stato rivelato che se l'Anti-Monitor o qualsiasi altro membro della sua famiglia venisse distrutto, si rigenererebbe nella Sesta Dimensione.

## Altre versioni
- Nella storia "Chain Lightning" del fumetto Flash, la storia fu alterata quando Barry Allen venne ucciso prima degli eventi di Crisi sulle Terre Infinite. Questo costrinse Wally West in una linea temporale dove l'Anti-Monitor non fu mai sconfitto, ma rimase solo l'universo anti-materiale.
- Una parodia dell'Anti-Monitor, chiamata "Aunty Monitor" (dall'inglese, Zietta Monitor), comparve nel fumetto satirico What The--?! della Marvel Comics. Il fumetto della Marvel Mighty Mouse presentò una seconda parodia, l' "Anti-Minotauro"
- L'anti-Monitor ebbe un cameo in Justice League Unlimited n. 32. Fu descritto da Darkseid come "un essere celestiale composto di energia negativa", da cui lo stesso Darkseid cercò di ottenere l'Equazione dell'Anti-vita.
- Sia l'Anti-Monitor che Monitor comparvero in Tiny Titans n. 12, in cui Monitor raccontò a Robin che aveva bisogno di una sala di passaggio, mentre l'Anti-Monitor lo contraddiceva perché lui era "Anti" Monitor, finché i due cominciarono a litigare sulle frasi di "fai e non fai", e Monitor disse che a tutti piaceva di più l'Anti-Monitor.

## Altri media

### Televisione
- L'Anti-Monitor è uno dei due antagonisti principali della serie animata Lanterna Verde.
- L'Anti-Monitor appare come antagonista principale nel crossover dell'Arrowverse Crisi sulle Terre infinite (tra cui nell'episodio in cinque parti separati nelle serie televisive Arrow, The Flash, Supergirl, Legends of Tomorrow e Batwoman), interpretato da LaMonica Garrett.
- Il personaggio appare anche nella serie animata DC Super Hero Girls. In questa versione dell'Anti-Monitor è un'app per computer creata da Batgirl per tracciare ed evitare le politiche di Hawkgirl sulla sala del controllo. Tuttavia, diventa senziente, forma un corpo fisico e rapisce Batgirl e le sue amiche nel tentativo di far rispettare l'ordine prima che Hawkgirl lo distrugga.

### Cinema
- L'Anti-Monitor appare nuovamente nel DC Animated Movie Universe, divenendo l'antagonista principale del secondo arco narrativo della serie cinematografica d'animazione, intitolato Tomorrowverse (Justice League - Crisi sulle Terre infinite - Parte 1, Justice League - Crisi sulle Terre infinite - Parte 2 e Justice League - Crisi sulle Terre infinite - Parte 3).

### Videogiochi
- L'Anti-Monitor appare come boss nel gioco DC Universe Online.
- Il personaggio appare come boss e personaggio di evocazione in Scribblenauts Unmasked: A DC Comics Adventure.
- L'Anti-Monitor appare anche come uno dei personaggi giocabili nel videogioco LEGO DC Super-Villains.